# Marestmontiers
Marestmontiers település Franciaországban, Somme megyében. Lakosainak száma 116 fő (2022. január 1.). Marestmontiers Bouillancourt-la-Bataille, Fontaine-sous-Montdidier, Gratibus, Grivesnes és Malpart községekkel határos.

## Népesség
A település népességének változása:
| Lakosok száma | 110  | 114  | 113  | 113  | 111  | 110  | 112  | 116  |
|               | 2013 | 2015 | 2017 | 2018 | 2019 | 2020 | 2021 | 2022 |